# باك دو إيك
باك دو-إيك (بالإنجليزية:Pak Doo-Ik) (بالكورية:박두익) هو لاعب كرة القدم كوري شمالي، من مواليد 17 مارس 1942م، أشتهر هذا اللاعب لمشاركته لنهائيات كأس العالم لكرة القدم المقامة في بريطانيا سنة 1966م، كما شارك في دورة الألعاب الأولمبية .

## وصلات خارجية
- باك دو إيك على موقع الاتحاد الدولي (مؤرشف)  (الإنجليزية)
- باك دو إيك على موقع ناشيونال فوتبول تيمز (الإنجليزية)
- باك دو إيك على موقع أوليمبيديا (الإنجليزية)

- FIFA player statistics